# Индиан-Ривер (приток Юкона)
Индиан-Ривер (англ. Indian River) — река в Канаде, протекает по территории Юкон. Площадь водосборного бассейна реки — 2220 км². Является правым притоком Юкона.

## Течение
Река начинается в месте слияния ручьев Австралия-Крик, Доминион-Крик, Скрибнер-Крик и Воундед Мус-Крик, примерно в 5 километрах к юго-западу от поселка Доминион. Река течет на северо-запад, затем поворачивает на запад и достигает устья реки Юкон.

## Геология
Река протекает по плато Клондайк и образует южную границу золоторудного района Юкона. Бассейн Индиан-Ривер и ее притоков являются крупнейшим месторождением золота на Юконе. В 2001 году из реки добыли 120 килограммов золота. В 2008 году корпорация Klondike Star Mineral объявила о планах дальнейшего освоения золотых ресурсов реки.

## Притоки
- Берта-Крик (правый);
- Найнмайл-Крик (правый);
- Офир-Крик (правый);
- Руби-Крик (левый);
- Кварц-Крик (правый);
- Маккиннон-Крик (левый);
- Нью-Зиланд-Крик (правый);
- Монтана-Крик (левый);
- Эврика-Крик (левый).